# ژاک نکر
ژاک نکر (به فرانسوی: Jacques Necker) سیاستمدار فرانسوی بود.
نکر از اهالی ژنو بود و در سال ۱۷۳۲ در شهر ژنو متولد شد. او از وزرای محبوب و لایق فرانسه بود که مبادرت به اصلاحاتی کرد ولی بر اثر مقاومت طبقه اشراف و درباریها و آنهایی که منافع خود را در خطر می‌دیدند، از عهده آن برنیامد. نکر نقش مهمی در دوره اول انقلاب فرانسه بازی کرد.
نکر طرفدار سلطنت پادشاهی مشروطه، یک اقتصاددان سیاسی و اخلاق گرا بود که نقدهای شدیدی بر آرای برابری در برابر قانون نوشته بود. نکر مثالی بارز از میانه روی است.
نکر در سال ۱۸۰۴ در شهر کوپه سویسی درگذشت در حالیکه ۷۲ سال از عمرش می‌گذشت.